# Berndt Dugall
Berndt Dugall (geb. 22. Juli 1948 in Mainzlar) ist ein deutscher Bibliothekar. Er war Direktor der  Universitätsbibliothek Gießen und der Universitätsbibliothek Johann Christian Senckenberg in Frankfurt am Main.

## Leben und Wirken
Berndt Dugall studierte Chemie und trat nach seinem Diplom als Bibliotheksreferendar an der UB Gießen 1974 in die Ausbildung für den höheren Bibliotheksdienst ein. Die Fachprüfung hierfür legte er 1976 an der Bibliotheksschule Frankfurt am Main ab. Anschließend war Dugall Assessor in Gießen, bevor er 1977 Bibliothekar in Frankfurt wurde. (1978 Rat und 1980 Oberrat). 1983 wechselte er als Direktor an die Universitätsbibliothek Marburg. Von 1986 bis 1988 war er Leitender Bibliotheksdirektor der UB Gießen, wechselte aber aus Protest gegen die Sparzwänge nach Frankfurt. Hier war er bis zu seinem Ruhestand Direktor. 
Seit 2001 war Dugall Vorsitzender des Standardisierungsausschusses bei der Deutschen Nationalbibliothek, seit 2005 des Subito e.V. und seit 2009 des Digizeitschriften e.V.
Ehrenamtlich war Dugall bis 2018 Vorsitzender der Handball Bundesliga Frauen. Parteipolitisch engagiert er sich in der CDU-Fraktion der Stadt Staufenberg.

## Ehrungen
- 2013: Ehrendoktorwürde der Universität Frankfurt[3]
- 2014: Hessischer Verdienstorden